# Ivan Asen Point
Ivan Asen Point är en udde i Antarktis. Den ligger i Sydshetlandsöarna. Argentina, Chile och Storbritannien gör anspråk på området.
Terrängen inåt land är huvudsakligen bergig, men söderut är den platt. Havet är nära Ivan Asen Point åt sydost. Trakten är obefolkad. Det finns inga samhällen i närheten. 